# Hong Kong ATP Challenger
O Hong Kong ATP Challenger é um torneio tênis, que faz parte da série ATP Challenger Tour, realizado desde 2015, em piso duro, em Hong Kong, China RAE.

## Edições

### Simples
| Ano  | Campeões    | Finalistas  | Placar   | Ref. |
| ---- | ----------- | ----------- | -------- | ---- |
| 2015 | Kyle Edmund | Tatsuma Ito | 6–1, 6–2 |      |

### Duplas
| Ano  | Campeões                     | Finalistas                | Placar   | Ref. |
| ---- | ---------------------------- | ------------------------- | -------- | ---- |
| 2015 | Hsieh Cheng-peng Yi Chu-huan | Saketh Myneni Sanam Singh | 6–4, 6–2 |      |